# Mendeleeva (glaciär)
Mendeleeva är en glaciär i Antarktis. Den ligger i Östantarktis. Norge gör anspråk på området. Mendeleeva ligger 1 919 meter över havet.
Terrängen runt Mendeleeva är platt åt sydost, men åt nordväst är den kuperad. Trakten är obefolkad. Det finns inga samhällen i närheten. 